# 禰
禰（でい）は、東洋史学者岡田英弘によって河内王朝の開祖に比定された倭国の大王。

## 命名の根拠
岡田は倭王禰（でい）について、『宋書』にいう倭王三兄弟 賛・珍・済の父、『日本書紀』にいう履中天皇・反正天皇・允恭天皇の三兄弟の父仁徳天皇に比定する。また、済の二子である興・武を日本書紀にいう安康天皇・雄略天皇の兄弟に比定している。
禰（仁徳天皇）┬賛（履中天皇）
　　　　　　　├珍（反正天皇）
　　　　　　　└済（允恭天皇）┬興（安康天皇）
　　　　　　　　　　　　　　　└武（雄略天皇）
禰の名は、『宋書』に収録されている、倭王 武が487年に中国南朝の宋に送った上表文における下記の一節による。
昔より祖禰は、躬(み)に甲冑を貫(まとい)て、山川を跋渉し、寧(やすらか)に處(お)るに遑(いとま)あらず。東は毛人の五十五国を征し、西は衆夷の六十六国を服し、渡りて海北の九十五国を平ぐ。
岡田は「祖禰」について、
「ここの「祖禰」は「祖父である禰」の意味で、「禰」は雄略天皇の祖父にあたる仁徳天皇の名前である。
倭王・武が四八七年に中国の宋朝あての手紙で「祖禰」すなわち祖父なる「禰」の世代以来、海内・海外の征戦に従事してきた、と言っていることで、すくなくとも賛・珍・済の前にもう一代の倭王がなければならない。
と解釈し、「禰(でい)」を、倭の五王に先立つ「最初の倭国の王」、「河内王朝の開祖」の名だとみなしている。
しかし「祖禰」は漢籍に頻出する語であり、『宋書』でも他に、「卷十六　志第六　禮三」に4箇所、「卷十七　志第七　禮四」に2箇所、「卷六十　列傳第二十　荀伯子」に1箇所みえ、固有名詞とみなすのはやや無理がある。
一方、前田直典は、「禰」は『梁書』倭伝が伝える「彌」を誤写したものだとの説を発表している。